# Hilja Jorma
Hilja Jorma, född Saastamoinen 16 november 1885 i Kuopio, död 1 mars 1972, var en finländsk skådespelare. Hon var gift med operasångaren Bruno Jorma från 1910. Jormas artistnamn var Hilja Sara.
Jorma var dotter till skräddarmästaren Lauri Johannes Saastamoinen och Rosa Emilia Aspholm. Efter studierna vid läroverket gjorde Jorma studieresor till Berlin 1909–1910, 1921, 1926, 1938 och 1942, Paris 1913 samt Paris och London 1936 och 1939. Jorma var verksam vid Finlands landsbygdsteater 1904–1909 och 1911–1917, vid teatern Treen 1910–1911, Folkteatern 1917–1931 samt vid teatern vid Konstuniversitetets Teaterhögskola 1931–1937. Åren 1936–1938 studerade hon även vid folkkonservatoriet.
Som skådespelare medverkade Jorma i tolv filmer och verkade som manusförfattare till Siltalan pehtoori 1934.

## Filmografi[3][5]
- Se parhaiten nauraa, joka viimeksi nauraa, 1921
- Vaihdokas, 1927
- Timmerflottarens brud, 1931
- Pikku myyjätär, 1933
- Meidän poikamme ilmassa - me maassa, 1934
- Mieheke, 1936
- Jumalan tuomio, 1939
- Kultainen kynttilänjalka, 1946
- Prinsessa Törnrosa, 1949
- Leena, 1954
- Tähtisilmä, 1955
- Koulutietä kotitoimiin, 1959